# Bisdom Carabayllo
Het bisdom Carabayllo (Latijn: Dioecesis Carabaillensis) is een rooms-katholiek bisdom met als zetel Carabayllo, een district in de provincie Lima in Peru. Het bisdom is suffragaan aan het aartsbisdom Lima. 

## Geschiedenis
Het bisdom werd opgericht op 14 december 1996, uit delen van het aartsbisdom Lima. 

## Parochies
Het bisdom had in 2021 een oppervlakte van 1.504 km2 en telde 3.237.650 inwoners waarvan 80,5% rooms-katholiek was.

## Bisschoppen
- Lino Panizza Richero (14 december 1996 - 20 april 2022)
- Neri Menor Vargas (20 april 2022 - heden)

Lima (aartsbisdom) · Callao · Carabayllo · Chosica · Huacho · Ica · Lurín · Yauyos (territoriale prelatuur)